# Banbaşı
Banbaşı è un comune dell'Azerbaigian situato nel distretto di Masallı. Conta una popolazione di 2 290 abitanti.